# 伊琳娜·米勒
伊琳娜·米勒（德語：Irina Müller，1951年10月10日—），德国女子赛艇运动员。她曾代表东德参加1976年夏季奥林匹克运动会赛艇比赛，获得女子八人单桨有舵手金牌。